# فيلي اندروز
فيلي اندروز (بالإنجليزية: Willie Andrews)‏ هو لاعب كرة قدم أمريكية أمريكي، ولد في 2 نوفمبر 1983 في لونغفيو في الولايات المتحدة.

## وصلات خارجية
- فيلي اندروز على موقع مرجع كرة القدم المحترفة.كوم (الإنجليزية)
- فيلي اندروز على موقع JustSportsStats.com (الإنجليزية)